# Staneț, Tărgoviște
Staneț (în bulgară Станец) este un sat în comuna Omurtag, regiunea Tărgoviște,  Bulgaria. 

## Demografie
Componența etnică a satului Staneț
     Bulgari (4,72%)
     Romi (2,75%)
     Turci (91,73%)
     Nicio identificare (0,78%)
La recensământul din 2011, populația satului Staneț era de 254 locuitori. Din punct de vedere etnic, majoritatea locuitorilor (91,73%) erau turci, existând și minorități de bulgari (4,72%) și romi (2,75%). Pentru 0,78% din locuitori nu este cunoscută apartenența etnică.